# Ніас
Ніас (індон. Nias,  ніас. Tanö Niha) — індонезійський острів у східній частині Індійського океану.

## Географія
Острів розташований приблизно у 125 км на захід від острову Суматра, у 140 км на південний схід від острову Симьолуе та у 80 км на північний захід  від архіпелагу Бату. Площа острову складає 5121 км². Ніас складає приблизно 125 км в довжину та 40 км у ширину. Рельєф — переважно гористий. Переважають пагорби та низькогір'я вулканічного походження, висотою до 800 м. Рослинність представлена екваторіальними вічнозеленими лісами, що зростають на латеритних ґрунтах. Вздовж узбережжя маються мангрові ліси, на півночі та сході — болота.
Острів постраждав у результаті потужного цунамі 24 грудня 2004 року. 28 березня 2005 року на острові стався сильний землетрус, який також призвів до численних руйнувань та жертв. У результаті землетрусів та цунамі берегова лінія острову зазнала значних змін. У деяких місцях море наступило на сушу більш ніж на 50 м, а в інших місцях, навпаки, берегова лінія змістилася в бік моря більш ніж на 100 м. Підняття землі складає близько 2,9 м.

## Адміністративний поділ
Острів входить до складу провінції Північна Суматра. В адміністративному плані поділяється на 4 округи: Північний Ніас, Ніас, Західний Ніас и Південний Ніас, а також включає до свого складу місто Гунунгсітолі.

## Населення
Населення острова по даним на 2010 рік складало 756 762 осіб, а в 2014 — 788 132 особи. Віруючі — переважно анімісти, а такох християни та мусульмани. Більшість населення — ніасці.
На Ніасі, ізольованому від решти світу острові, велася торгівля з представниками інших культур інших островів та навіть материкової Азії з доісторичних часів. Деякі історики та археологи ідентифікують місцеву культуру острова як одну з небагатьох залишившихся мегалітичних культур, що існує на сьогодення. Хоча ця точка зору активно обговорюється, немає ніяких сумнівів, що відносна географічна ізоляція Ніасу створила унікальну культуру.

## Економіка
Рисосіяння, плантації кокосової та сагової пальм, мускатного горіху. Рибальство. Порту немає, тому кораблі зупиняються на рейді.

## Культура
По всьому острову зустрічаються мегалітичні монументи та дерев'яні скульптури на честь померлих, що символізують родючість.